# Фанатик (фільм)
«Фанатик» (англ. The Believer) — кінофільм режисера Генрі Біна, що вийшов на екрани в 2001 році.

## Зміст
У дитинстві Денні ходив у релігійну єврейську школу, але був вигнаний через самостійне тлумачення Тори. Відтоді він затаїв злість на своїх вчителів і став главою банди неонацистів. Зовні він такий же безжальний негідник, як і його друзі-скінхеди, але глибоко всередині душі все ще кровоточить стара рана.

## Ролі
| Актор             | Роль         |
| ----------------- | ------------ |
| Раян Ґослінг      | Денні Балінт |
| Саммер Фенікс     | Карла Мебіус |
| Тереза Расселл    | Ліна Мебіус  |
| Біллі Зейн        | Кертіс Зампф |
| Гленн Фіцджеральд | Дрейк        |
| Гаррет Діллагант  | Біллінгс     |
| Кріс Ейверс       | Карлтон      |
| Джоел Гарланд     | О.Л.         |
| Джошуа Гарто      | Кайл         |
| Томмі Ногіллі     | Віт          |
| Чак Ардеццоне     | Чак          |
| Рональд Ґуттман   | Балінт       |
| Роберто Ґарі      | старий єврей |

## Нагороди та номінації
- 2001 — дві нагороди XXIII Московського кінофестивалю: приз «Золотий Святий Георгій» за найкращий фільм і Приз Федерації кіноклубів Росії
- 2001 — головний приз (Grand Jury Prize) на кінофестивалі Санденс
- 2001 — номінація на премію «Міжнародний екран» Європейської кіноакадемії
- 2002 — 4 номінації на премію «Незалежний дух»: за найкращий дебютний фільм (Генрі Бін), найкращий сценарій (Генрі Бін), найкращу чоловічу роль (Райан Гослінг), найкращу жіночу роль другого плану (Саммер Фенікс)

## Знімальна група
- Режисер — Генрі Бін
- Сценарист — Генрі Бін, Марк Джейкобсон
- Продюсер — Деніел Даймонд, Джей Файерстоун, Сьюзен Хоффман, Крістофер Робертс, Ерік Сендіса
- Композитор — Джоел Даймонд